# Liste des circuits intégrés de la série 4000
Cet article dresse la liste des circuits intégrés de la série 4000 de technologie de fabrication CMOS. Ces circuits intégrés ont été réalisés par plusieurs fabricants : Fairchild Semiconductor, Hitachi, Intersil, NXP, ON Semiconductor, STMicroelectronics, Texas Instruments et Toshiba. De ce fait, un même numéro de circuit intégré peut exister sous différentes marques.

## Catégories
- Additionneurs
- Adaptateurs de niveau
- Bascules
- Boucles à verrouillage de phase
- Buffers
- Comparateurs
- Commutateurs analogiques (Interrupteurs, Multiplexeurs, Démultiplexeurs)
- Compteurs
- Contrôleurs LCD
- Décodeurs 7 segments
- Multiplexeurs (Multiplexeurs, Démultiplexeurs, Encodeurs, Décodeurs)
- Multiplicateurs de cadence
- Portes logiques
- Registres, Registres à décalage
- Multivibrateurs / Timers

## Séries
La majorité des circuits sont référencés dans les séries suivantes :
- 40xx (79 circuits listés)
- 41xx (9 circuits listés)
- 45xx (47 circuits listés)
- 401xx (32 circuits listés)